# Круглица (Костромская область)
Круглица — деревня в составе Ивановского сельского поселения Шарьинского района Костромской области России.

## География
Деревня расположена у автодороги Урень — Шарья — Никольск — Котлас Р157.

## История
Согласно Спискам населенных мест Российской империи в 1872 году деревня относилась к 2 стану Ветлужского уезда Костромской губернии. В ней числилось 8 дворов, проживали 39 мужчин и 47 женщин. В деревне имелись два маслобойных завода.
Согласно переписи населения 1897 года в деревне проживало 155 человек (70 мужчин и 85 женщин).
Согласно Списку населенных мест Костромской губернии в 1907 году деревня относилась к Рождественской волости Ветлужского уезда Костромской губернии. По сведениям волостного правления за 1907 год в деревне числилось 27 крестьянских дворов и 184 жителя. В деревне имелись две ветряных мельницы и маслобойный завод. Основным занятием жителей был лесной промысел.
До 2010 года деревня входила в состав Марутинского сельского поселения.

## Население
| 2008 | 2010 | 2014 |
| ---- | ---- | ---- |
| 4    | ↘3   | ↘2   |